# 고슬기
고슬기(1986년 4월 21일 ~ )는 대한민국의 축구 선수로서 포지션은 미드필더이다. 현재 포트 FC에서 뛰고 있다.

## 클럽 경력
포항 스틸러스에 입단하여 프로 생활을 시작했으나, 2008년, 상무에 지원하기 전까지 FA컵 1경기 출장에 그쳤다. 상무에서 정규 리그 데뷔전을 치렀으며 2009년 11월에 제대할 때까지 37경기에 나서 5골을 성공시켰다. 전역 후 원 소속팀 포항으로 돌아와 1경기를 소화한 후 2010년 울산 현대 축구단으로 이적하여 2011 리그컵 우승, 2011 K리그 준우승, 2012 AFC 챔피언스리그 우승을 기여하였다. 2013년 카타르 엘자이시로 이적하였다. 2014년 5월 23일 카타르 리그가 2014-15 시즌부터 아시아 쿼터제 폐지를 선언하자, 알자이시는 고슬기와 계약 해지를 발표하였다. 2015년 태국 부리람 유나이티드로 이적하였다.
2018시즌을 앞두고 인천 유나이티드로 임대되었다. 2018년 7월 11일 강원 FC와의 경기에서 시즌 1,2호 골을 기록했다.
2018시즌이후 원 소속팀인 부리람 유나이티드로 돌아갔고, 2019시즌을 앞두고 포트 FC로 임대되었다.
2020시즌을 앞두고 포트 FC로 완전이적했다.

## 수상 내역

### 클럽

#### 포항 스틸러스
- K리그 리그컵 우승: 2009

#### 울산 현대
- K리그 리그컵 우승: 2011
- AFC 챔피언스리그 우승: 2012

## 참고 자료
- 3년의 기다림, 이제 나에게 기회가 왔다 - 광주상무불사조 고슬기[깨진 링크(과거 내용 찾기)]